# Marcelo Nicolás Benítez
Marcelo Nicolás Benítez (13 de enero de 1991 en San Francisco Solano) es un futbolista argentino. Juega como lateral izquierdo y su actual equipo es Atenas del Torneo Federal A de Argentina.

## Trayectoria

### Club Cienciano
El 8 de diciembre del 2023 se oficializa como nuevo refuerzo del Club Cienciano de Perú. A final de temporada no se le renovaría el contrato. Jugó un total de 30 partidos, sin anotar goles.

## Estadísticas
- Actualizado hasta el 13 de marzo de 2024.

| Defensa y Justicia Argentina |                     |                     |     |    |    |    |    |     |     |    |
| 2.ª | 2010                | 7                   | 0   | -  | -  | -  | -  | 7   | 0   |    |
| 2.ª | 2011                | 5                   | 0   | -  | -  | -  | -  | 5   | 0   |    |
| 2.ª | 2012                | 11                  | 1   | -  | -  | -  | -  | 11  | 1   |    |
| 2.ª | 2013                | 40                  | 2   | 1  | 0  | -  | -  | 41  | 2   |    |
| 1.ª | 2014                | 14                  | 0   | 1  | 0  | -  | -  | 15  | 0   |    |
| 1.ª | 2015                | 26                  | 1   | 1  | 0  | -  | -  | 27  | 1   |    |
| 1.ª | 2016                | 5                   | 0   | -  | -  | -  | -  | 5   | 0   |    |
| Godoy Cruz Argentina |                     |                     |     |    |    |    |    |     |     |    |
| 1.ª | 2016-17             | 23                  | 1   | 3  | 0  | 4  | 0  | 30  | 1   |    |
| Total club | Total club          | 23                  | 1   | 3  | 0  | 4  | 0  | 30  | 1   |    |
| Belgrano Argentina |                     |                     |     |    |    |    |    |     |     |    |
| 1.ª | 2017-18             | 21                  | 1   | 2  | 0  | -  | -  | 23  | 1   |    |
| Total club | Total club          | 21                  | 1   | 2  | 0  | -  | -  | 23  | 1   |    |
| EC Vitória · Brasil |                     |                     |     |    |    |    |    |     |     |    |
| 1.ª | 2018                | 8                   | 0   | 2  | 0  | -  | -  | 10  | 0   |    |
| Total club | Total club          | 8                   | 0   | 2  | 0  | -  | -  | 10  | 0   |    |
| Defensa y Justicia Argentina |                     |                     |     |    |    |    |    |     |     |    |
| 1.ª | 2019                | -                   | -   | 1  | 0  | -  | -  | 1   | 0   |    |
| 1.ª | 2020                | 9                   | 1   | 7  | 2  | 11 | 1  | 27  | 4   |    |
| 1.ª | 2021                | 13                  | 0   | 10 | 3  | 3  | 1  | 26  | 4   |    |
| Total club | Total club          | 130                 | 5   | 21 | 5  | 14 | 2  | 165 | 12  |    |
| Rosario Central Argentina |                     |                     |     |    |    |    |    |     |     |    |
| 1.ª | 2022                | 19                  | 1   | 2  | 0  | -  | -  | 21  | 1   |    |
| Total club | Total club          | 19                  | 1   | 2  | 0  | -  | -  | 21  | 1   |    |
| Central Córdoba Argentina |                     |                     |     |    |    |    |    |     |     |    |
| 1.ª | 2023                | 19                  | 1   | 3  | 0  | -  | -  | 22  | 1   |    |
| Total club | Total club          | 19                  | 1   | 3  | 0  | -  | -  | 22  | 1   |    |
| Cienciano · Perú |                     |                     |     |    |    |    |    |     |     |    |
| 1.ª | 2024                | 8                   | 0   | -  | -  | -  | -  | 8   | 0   |    |
| Total club | Total club          | 8                   | 0   | -  | -  | -  | -  | 8   | 0   |    |
| Total en su carrera | Total en su carrera | Total en su carrera | 228 | 9  | 33 | 5  | 18 | 2   | 279 | 16 |
| (1) Las copas nacionales se refiere a la Copa Argentina y la Copa de la Superliga. (2) Las copas internacionales se refiere a la Copa Libertadores, a la Copa Sudamericanay la Recopa Sudamericana. (3) Media de goles por encuentro. No incluye goles en partidos amistosos. |                     |                     |     |    |    |    |    |     |     |    |

## Palmarés

### Campeonatos internacionales
| Título              | Club               | Sede     | Año  |
| ------------------- | ------------------ | -------- | ---- |
| Copa Sudamericana   | Defensa y Justicia | Córdoba  | 2020 |
| Recopa Sudamericana | Defensa y Justicia | Brasilia | 2021 |

### Otros logros
| Torneo                     | Club               | Sede     | Año     |
| -------------------------- | ------------------ | -------- | ------- |
| Ascenso a Primera División | Defensa y Justicia | San Juan | 2013/14 |